# Sinapidendron frutescens
Sinapidendron frutescens — вид рослин з родини Капустяні (Brassicaceae), ендемік Мадейри.

## Поширення
Ендемік архіпелагу Мадейра (о. Мадейра).
Розрізняють 2 підвиди. S. frutescens ssp. frutescens населяє яри та росте на вершинах центральних гір Мадейри в тіньових районах, тоді як S. frutescens ssp. succulentum населяє морські скелі на північному узбережжі.

## Використання
Це потенційний донор генів для культивованих видів Brassica.

## Загрози та охорона
Виду загрожує будівництво доріг, інвазивні чужорідні види та зсуви.
Понад 50% S. frutescens ssp. frutescens населення перебуває всередині прикордонних територій (Природний парк). Однак, S. frutescens ssp. succulentum не зростає на охоронних територіях.